# Ашага-Ярак
Ашага-Ярак (таб. Асккан Яракк) — село в Хивском районе Республики Дагестан. Административный центр «Ашага-Яракского сельсовета.

## География
Село находится в северной части района, в долине реки Хул, на расстоянии 9 км к северо-востоку от села Хив, административного центра района.

## Население
| 1895  | 1926 | 1939 | 1970 | 1989 | 2002  | 2010  |
| ----- | ---- | ---- | ---- | ---- | ----- | ----- |
| 264   | ↗582 | ↗726 | ↘717 | ↗897 | ↗1156 | ↗1329 |
| 2021  |      |      |      |      |       |       |
| ↗1344 |      |      |      |      |       |       |

## Топографические карты
- Лист карты K-38-XXIV Ахты. Масштаб: 1 : 200 000. Издание 1978 г.